# Benedicte Bergmann
Benedicte Bergmann, född 8 maj 1931 i Köpenhamn, är en dansk-svensk konstnär.
Bergmann, som är dotter till professor Lorentz Bergmann och Christiane Erritzøe, studerade vid Det Kongelige Danske Kunstakademi i Köpenhamn 1950–1954. Hon har varit bildlärare på Konstskolan i Kristianstad och kursledare i spontant måleri. Hon har haft separatutställningar i Köpenhamn, Århus, Göteborg, Stockholm, Lund, Örebro, Falköping, Skara, Vänersborg, Karlstad och Uddevalla. Hon har även hållit samhälls- och debattutställningarna Livegen-eget liv i Göteborg 1973, Kvinnfolk i Stockholm och Malmö 1975, Modersmyt-moderskap i Göteborg 1979, i Umeå 1980, Häxkraft i Göteborg 1984, i Tromsø, i Stockholm 1985. Hon är representerad bland annat på Moderna museet, Göteborgs konstmuseum, Statens konstråd samt kommuner och landsting.